# Oriente (San Cayetano)
Oriente (San Cayetano) es un ejido del municipio de Paraíso ubicado en la subregión de la Chontalpa del estado mexicano de Tabasco.

## Geografía
La localidad se ubica a 5.4 kilómetros (en dirección norte) de la localidad de Paraíso, la cabecera y lugar más poblado del municipio. Se sitúa en las coordenadas geográficas 18°20′53″N 93°12′19″O / 18.348056, -93.205278, a una elevación de 4 metros sobre el nivel del mar.

## Demografía
Según el Conteo de Población y Vivienda 2020, efectuado por el Instituto Nacional de Estadística y Geografía, la localidad de Oriente (San Cayetano) tiene 3,446 habitantes, de los cuales 1,672 son del sexo masculino y 1,774 del sexo femenino. Su tasa de fecundidad es de 1.84 hijos por mujer y tiene 939 viviendas particulares habitadas.
| Gráfica de evolución demográfica de Oriente (San Cayetano) entre 1970 y 2020 |
|                                                                              |
| INEGI.                                                                       |